# Randall H. McGuire
Randall H. McGuire (* 23. Dezember 1951 in Fort Collins, Colorado) ist ein US-amerikanischer Archäologe und Anthropologe und lehrt am Department of Anthropology der Binghamton University. Sein Forschungsinteresse umfasst Marxistische Archäologie, Indigene Archäologie, Zeitgenössische Archäologie sowie Historische Archäologie. Hierbei betrachtet er den Südwesten der Vereinigten Staaten sowie den Nordwesten Mexikos.

## Leben

### Jugend und Studium
McGuire verbrachte seine Kindheit auf verschiedenen Air-Force-Basen im Westen der Vereinigten Staaten. Bereits in seiner Jugend begann er sich für Archäologie zu interessieren. Nachdem er 1970 an der John H. Reagan Highschool in Austin, Texas, seinen Abschluss machte, studierte er bis 1972 an der Colorado State University in Fort Collins, Colorado. Im Mai 1974 erhielt er einen Bachelor of Arts (B.A.) cum laude in Anthropologie an der University of Texas at Austin. 1976 begann er an der University of Arizona in Tucson, Arizona zu studieren und erhielt dort 1978 einen Master of Arts (M.A.) in Anthropologie, sowie im Mai 1982 einen Ph.D. in Anthropologie mit der Dissertation The Prehistory of Southwestern Arizona: A Regional Research Design.

### Akademische Lehrtätigkeit
McGuire lehrt Anthropologie an der State University of New York at Binghamton, welche 1992 in Binghamton University umbenannt wurde, von 1982 bis 1990 als Assistant Professor, von 1990 bis 1993 als Associate Professor, von 1993 bis 2009 als Professor sowie seit 2009 als Distinguished Professor. Von 2005 bis 2006 sowie erneut von 2010 bis 2011 war er Vorsitzender des Department of Anthropology der Universität.
1999 sowie erneut 2005 war er Gastprofessor an der Autonomen Universität Barcelona, 1999 im Zuge des Fulbright-Programmes. 2001 war er Gastprofessor am zum Instituto Nacional de Antropología e Historia gehörenden Escuela Nacional de Antropología y Historia in Mexiko-Stadt. 2013 war er Gastprofessor an der Nationalen Universität Córdoba in Argentinien. 2014 war er Gastprofessor an der Universidade Federal de Minas Gerais in Brasilien.
McGuire ist Mitglied der Society for American Archaeology, der Arizona Archaeological and Historical Society, der American Anthropological Association, der Society for Historical Archaeology, des World Archaeology Congress sowie der Association for Feminist Anthropology.

### Archäologische Feldforschung
Seit 1985 widmet sich McGuire der prähistorischen Trincheras-Tradition, welche ihre Dörfer auf den Hängen der vulkanischen Hügel der Sonora-Wüste baute, und untersucht diese in der Archäologie als Cerro de Trincheras bezeichneten Stätten gemeinsam mit Elisa Villalpando vom Instituto Nacional de Antropología e Historia. Dieses länderübergreifende Projekt setzte Maßstäbe in archäologischer Arbeitsweise im Bundesstaat Sonora und führte Ausgrabungen und Kartierungen verschiedener Cerros de Trincheras durch. So fanden in den Jahren 1994 und 1996 jeweils zwei große Ausgrabungen im Cerro de Trincheras, der größten Stätte dieses Typs, statt. 2011 wurde Cerro de Trincheras von der mexikanischen Regierung zur Zona Arqueologica erklärt und erhielt ein eigenes Museum.
1996 bildete McGuire, zusammen mit Dean Saitta von der University of Denver und Phillip Duke vom Fort Lewis College das Ludlow Collective, um den Colorado Coal Field  War von 1913 bis 1914, als auch das Ludlow-Massaker, archäologisch zu untersuchen. Dieses Projekt bestand bis 2006. In dieser Zeit wurden mehrere archäologische Untersuchungen und Ausgrabungen in der Ludlow Tent Colony, einer Zeltstadt am Güterbahnhof von Ludlow, durchgeführt. Weitere Untersuchungen betrafen das Camp der Colorado Fuel & Iron Company, welches in der gleichen Schlucht ein paar Meilen von der Zeltstadt entfernt lag. Ziel des Projektes war es neue Erkenntnisse über die Lebensumstände der Streikenden in den Arbeitersiedlung zu gewinnen.

### Weitere Aktivitäten
Sich mit dem Spannungsfeld zwischen Archäologie und indigener Bevölkerung beschäftigend, gehörte McGuire 2008 zu einer Gruppe von Archäologen, welche die Yaqui bei deren Forderung, nach Herausgabe sterblicher Überreste und Artefakte ihres Volkes, an das American Museum of Natural History unterstützte. Fragliche Gegenstände waren Anfang des 20. Jahrhunderts über den Anthropologen Aleš Hrdlička in den Besitz des Museums gelangt.
Zusammen mit seiner Ehefrau, der Anthropologin Ruth M. Van Dyke, unterstützt McGuire die Organisation No More Deaths/No Mas Muertes, welche illegale Grenzgänger an der US-amerikanisch-Mexikanischen Grenze mit Wasserbehältern unterstützt, sowie sich um Abschiebehäftlinge in Nogales, Sonora kümmert.
McGuire ist verheiratet und Vater zweier Kinder, eines Sohnes und einer Tochter.

## Veröffentlichungen (Auswahl)
Bücher
- Randall H. McGuire, Michael B. Schiffer: Hohokam and Patayan: The Prehistory of Southwestern Arizona. (1982, Academic Press.  New York)
- F. J. Mathien, Randall H. McGuire [Hrsg.]: Ripples in the Chichimec Sea: New Considerations of Southwestern‑Mesoamerican Interactions. (1986, Southern Illinois University Press, Carbondale)
- Randall H. McGuire, Robert Paynter [Hrsg.]: The Archaeology of Inequality. (1991, Basil Blackwell, Oxford)
- Randall H. McGuire: A Marxist Archaeology. (1992, Academic Press, Orlando)
- Randall H. McGuire: Death, Society, and Ideology in a Hohokam Community. (1992, Westview Press, Boulder)
- Randall H. McGuire [Hrsg.]: The Ethnology of the Indians of Northwest Mexico. (1992, Garland Press, NY)
- Randall H. McGuire: Archaeology as Political Action. (2008, University of California Press, Berkeley)
- Elisa Villalpando, Randall H. McGuire: Entre Muros de Piedra. (2009, Sonoran Cultural Center, Hermosillo)
- Karin Larkin, Randall H. McGuire [Hrsg.]: The Archaeology of Class War: The Colorado Coalfield Strike of 1913-1914. (2009, University of Colorado Press, Boulder)
- Reinhard Bernbeck, Randall H. McGuire [Hrsg.]: Ideologies in Archaeology. (2011, University of Arizona Press, Tucson)
- Sonja Atalay, Lee Rains Clauss, Randall H. McGuire, John R. Welch [Hrsg.]: Transforming Archaeology: Activist Prospects and Practices. (2014, Left Coast Press, Walnut Creek, CA.)
- Elisa Villalpando, Randall H. McGuire [Hrsg.]: Building Transnational Archaeologies/Construyendo Arqueologías Transnacionales. (2014, Arizona State Museum Archaeological Series 209. Arizona State Museum, Tucson)

Monographien
- Randall H. McGuire: The Copper Canyon‑McGuireville Project: Archaeological Investigations in the Middle Verde Valley, Arizona. (1977, Contributions to Highway Salvage Archaeology in Arizona #5, Arizona State Museum, Tucson.)
- Randall H. McGuire: Papago Wells Project: Archaeological Surveys near Kaka and Stoa Pitk, The Papago Reservation, Arizona. (1978, Arizona State Museum Archaeological Series #120, Tucson.)
- Randall H. McGuire: Rancho Punta de Agua. (1979, Contributions to Highway Salvage Archaeology in Arizona #57, Arizona State Museum, Tucson.)
- T. K. Henderson, G. E. Rice, A. V. Howard, Randall H. McGuire: The Excavation of the Site La Ciudad. (1984, Arizona State University Anthropological Field Studies 3, Tempe.)
- Neal Ackerly, Jerry Howard, Randall H. McGuire: The La Ciudad Project Canals: A Community‑Level Study of Hohokam Irrigation. (1987, Arizona State University Anthropological Field Studies 17, Tempe.)
- Randall H. McGuire: Death, Society and Ideology in a Hohokam Community: Colonial and Sedentary Period Burials from La Ciudad (1987, Office of Cultural Resource Management Report 68. Arizona State University, Tempe.)
- Jeffrey L. Eighmy, Randall H. McGuire: Archaeomagnetic Dates and the Hohokam Phase Sequence. (1988, Colorado State University Archaeomagnetic Lab Technical Series 3, Ft. Collins.)
- Randall H. McGuire, María Elisa Villalpando Canchola: An Archaeological Survey of the Altar Valley, Sonora, Mexico. (1993, Arizona State Museum Archaeological Series 184. Arizona State Museum, Tucson.)
- Randall H. McGuire, María Elisa Villalpando Canchola [Hrsg.]: Excavations at Cerro de Trincheras, Sonora, Mexico (2011, Arizona State Museum Archaeological Series 204. Arizona State Museum, Tucson.)